# 31. august
31. august er dag 243 i året i den gregorianske kalender (dag 244 i skudår). Der er 122 dage tilbage af året.
Dagens navn er Bertha

### Begivenheder
Født - Dødsfald
- 1314 - Den norske konge Håkon 5. flytter Norges hovedstad fra Bergen til Oslo.
- 1888 - Mary Ann Nichols findes død som det første kendte offer for Jack the Ripper.
- 1939 - Nazi-Tyskland fingerer et polsk angreb på Gleiwitz radiosenderen for at bruge det som påskud for at angribe Polen den følgende dag, hvilket igangsætter 2. verdenskrig.
- 1957 - Malaysia opnår selvstændighed.
- 1962 - Trinidad og Tobago opnår selvstændighed fra Storbritannien.
- 1970 - Hjardemål Kirke i Thy bliver besat af aktivister fra Frøstruplejren.
- 1984 - Over 1000 mennesker dør under en tropestorm på Filippinerne.
- 1991 - Kirgisistan erklærer sig uafhængige fra Sovjetunionen.
- 1997 - Diana, prinsesse af Wales, dør i en trafikulykke i Paris.
- 2006 - Mogens Amdi Petersen frikendes for underslæb og skattesvig i Tvind-koncernen.
- 2006   - Norsk politi finder maleriet Skriget af Edvard Munch, der var stjålet mere end to år tidligere.
- 2009 - Peter Skov-Jakobsen bliver viet som den 6. biskop over Københavns Stift.
- 2019 - Lars Løkke Rasmussen trækker sig med øjeblikkelig virkning som formand for Venstre.

### Født
- 12 - Caligula, romersk kejser. (død 41).
- 1812 - Georg Carstensen, Tivolis grundlægger. (død 1857).
- 1866 - Georg Jensen, dansk sølvsmed og designer. (død 1935).
- 1880 - Wilhelmina, nederlandsk dronning. (død 1962).
- 1905 - Bo Giertz, svensk biskop og forfatter (død 1998)
- 1913 - Bernard Lovell, engelsk fysiker og radioastronom (død 2012).
- 1928 - Poul Jørgensen, dansk programmedarbejder (død 2015).
- 1928   - James Coburn, amerikansk skuespiller (død 2002).
- 1933 - Kirsten Walther, dansk skuespiller. (død 1987).
- 1935 - Erik Aschengreen, dansk balletanmelder (død 2023).
- 1937 - Leif Roar, dansk operasanger (død 2003).
- 1939 - Jesper Langballe, dansk præst og folketingsmedlem (død 2014).
- 1940 - Dorrit Willumsen, dansk forfatterinde.
- 1942 - Eva Smith, dansk professor, dr. jur.
- 1944 - Niels Hausgaard, dansk sanger og entertainer.
- 1945 - Van Morrison, nordirsk sanger.
- 1945   - Itzhak Perlman, israelsk violinist.
- 1948 - Mona Larsen, dansk sangerinde.
- 1949 - Richard Gere, amerikansk filmskuespiller.
- 1957 - Hanne Boel, dansk sangerinde.
- 1970 - Debbie Gibson, Amerikansk sangerinde og skuespillerinde.
- 1971 - Padraig Harrington, irsk golfspiller.
- 1978 - Henrik Resen, dansk jazzmusiker
- 1984 - Matti Breschel, dansk professionel cykelrytter.

### Dødsfald
- 1422 - Henrik 5., engelsk konge (født 1386 eller 1387).
- 1654 - Ole Worm, dansk læge og oldtidsforsker (født 1588).
- 1867 - Charles Baudelaire, fransk digter (født 1821).
- 1946 - Paul von Klenau, dansk komponist og dirigent (født 1883).
- 1948 - Janus Djurhuus, færøsk digter (født 1881).
- 1963 - Georges Braque, fransk maler (født 1882).
- 1969 - Rocky Marciano, amerikansk bokser (født 1923).
- 1973 - John Ford, amerikansk filminstruktør (født 1894).
- 1986 - Urho Kekkonen, finsk politiker, statsminister og præsident (født 1900).
- 1990 - Henry From, dansk fodboldspiller (født 1926).
- 1997 - Lady Diana Frances Spencer, engelsk prinsesse (født 1961).
- 2002 - Lionel Hampton, amerikansk jazzvibrafonist (født 1908).
- 2006 - Peter Salskov, dansk journalist og tidligere chefredaktør (født 1948).
- 2010 - Laurent Fignon, fransk cykelrytter (født 1960).
- 2013 - David Frost, engelsk journalist og tv-vært (født 1939).
- 2020 - Bent Vejlby, dansk skuespiller (født 1924).

|  | Denne datoartikel kan blive bedre, hvis der indsættes et (bedre) billede Du kan hjælpe ved at afsøge Wikimedia Commons for et passende billede eller uploade et godt billede til Wikimedia Commons iht. de tilladte licenser og indsætte det i artiklen. |